# Sognefjellsvegen
El Sognefjellsvegen o el Sognefjellsveien és un port de muntanya de Noruega, el més alt del nord d'Europa. La Carretera Comtal 55 travessa aquest port, que connecta els comtats noruecs d'Oppland i Sogn og Fjordane. Es tracta d'una carretera turística nacional que comença al poble i municipi de Lom, que després s'enfila per la zona muntanyosa de Sognefjell, i acaba al poble de Gaupne al municipi de Luster. El port es va obrir el 16 de juliol de 1938 i transcorre al voltant de les serralades de Jotunheimen, Hurrungane, i Breheimen. El punt més alt es troba a 1.434 metres. Durant l'hivern hi ha una gran quantitat de neu, per la qual cosa la carretera està tancada des del novembre fins al maig. El camí passa entre el Parc Nacional de Breheimen i el Parc Nacional de Jotunheimen.

## La carretera
La carretera passa per les poblacions de Galdesanden, Spiterstulen, i Elveseter, després passa pel vessant sud de la muntanya Galdhøpiggen, el llac Bøvertunvatnet, i després l'àrea de descans de Bøvertun. Les àrees de descans de Krossbu i Sognefjellshytta estan situades al costat de la carretera a la part alta de les muntanyes. En entrar a Luster, el camí passa pels llacs Prestesteinsvatnet i Hervavatnet, amb la muntanya Fannaråki just al sud de la carretera. Baixant cap a la vall, el camí passa per l'hotel Turtagrø, pels pobles de Skjolden, Luster, Høyheimsvik, i Nes, abans d'arribar al final de la carretera a Gaupne, que és al llarg del Sognefjord.